# 海人树
海人树（学名：Suriana maritima）为海人树科海人树属下的一个种。

## 扩展阅读
- 維基物種上的相關：海人树